# 1604 Tombaugh
1604 Tombaugh eller 1931 FH är en asteroid i huvudbältet, som upptäcktes 24 mars 1931 av den amerikanske astronomen Carl Otto Lampland vid Lowell-observatoriet. Asteroiden har fått sitt namn efter den amerikanske astronomen Clyde Tombaugh.
Asteroiden har en diameter på ungefär 32 kilometer och den tillhör asteroidgruppen Eos.